# Gymnogyps amplus
Gymnogyps amplus is een uitgestorven condor die in het Pleistoceen in Noord-Amerika leefde. De soort wordt ook wel beschouwd als een grote ondersoort van de hedendaagse Californische condor. De soort werd voor het eerst beschreven door Loye H. Miller (1911) in 1911 uit een gedeeltelijke tarsometatarsus gevonden in Pleistocene grotafzettingen in de Samwel-grot in Noord-Californië. Harvey I. Fisher (1944) wees een reeks plesiotypes aan van de Rancho La Brea, waaronder een schedel, rostrum en onderkaak.

## Fossiele vondst
Fossielen van Gymnogyps amplus zijn gevonden in de teerputten van Rancho La Brea in de Amerikaanse staat Californië. Deze teerputten hebben fossielen van meerdere soorten gieren en verwante teratornithiden opgeleverd. Naast Gymnogyps amplus zijn ook de condor Breagyps clarki, de gieren Coragyps occidentalis en Neophrontops americanus, en de teratornithiden Teratornis merriami en Cathartornis gracilis bekend uit Rancho La Brea.